# Leonardo Antonelli
Leonardo kardinal Antonelli, italijanski rimskokatoliški duhovnik, škof in kardinal, * 6. november 1730, Senigallia, † 23. januar 1811.

## Življenjepis
24. aprila 1775 je bil povzdignjen v kardinala in imenovan za kardinal-duhovnika S. Sabina.
Med 2. maj]m 1780 in 25. junijem 1784 je bil prefekt Kongregacije za propagando vere.
21. februarja 1794 je bil imenovan za kardinal-škofa Palestrine in 19. marca istega leta je prejel škofovsko posvečenje.
27. februarja 1795 je bil imenovan za prefekta Papeške signature.
2. aprila 1800 je bil imenovan za kardinal-škofa škofa Porta e Santa Rufine in 3. avgusta 1807 še za kardinal-škofa Ostie.